# Hamtic (Antique)
Hamtic is een gemeente in de Filipijnse provincie Antique op het eiland Panay. Bij de laatste census in 2007 had de gemeente ruim 42 duizend inwoners.

## Geografie

### Bestuurlijke indeling
Hamticis onderverdeeld in de volgende 47 barangays:
| - Apdo - Asluman - Banawon - Bia-an - Bongbongan I-II - Bongbongan III - Botbot - Budbudan - Buhang - Calacja I - Calacja II - Calala - Cantulan - Caridad - Caromangay - Casalngan | - Dangcalan - Del Pilar - Fabrica - Funda - General Fullon - Guintas - Igbical - Igbucagay - Inabasan - Ingwan-Batangan - La Paz - Gov. Evelio B. Javier - Linaban - Malandog - Mapatag - Masanag | - Nalihawan - Pamandayan - Pasu-Jungao - Piape I - Piape II - Piape III - Pili 1, 2, 3 - Poblacion 1 - Poblacion 2 - Poblacion 3 - Poblacion 4 - Poblacion 5 - Pu-ao - Suloc - Villavert-Jimenez |

## Demografie
Hamtic had bij de census van 2007 een inwoneraantal van 42.375 mensen. Dit zijn 4.145 mensen (10,8%) meer dan bij de vorige census van 2000. De gemiddelde jaarlijkse groei komt daarmee uit op 1,43%, hetgeen lager is dan het landelijk jaarlijks gemiddelde over deze periode (2,04%).

## Geboren in Hamtic
- Evelio Javier (14 oktober 1942), politicus (overleden 1986).